# Brown Mountains mystiske lys
Brown Mountains mystiske lys er nogle "spøgelseslys", som er rapporteret nær Brown Mountain i North Carolina i USA. Lysene kan ses fra forskellige udsigtspunkter omkring Brown Mountain. Blandt de bedste steder at observere lysene, er to udsigtspunkter på Blue Ridge Parkway, Brown Mountain Light Overlook ved milepost 310 og Green Mountain Overlook ved Milepost 301. Også Brown Mountain Overlook på North Carolina Highway 181 og Wiseman's View nær Linville Falls, er gode steder at observere lysene. Lysene er også rapporteret fra Table Rock nær Morganton og flere andre steder. I henhold til lokalbefolkningen ses lysene oftest mellem slutningen af september og begyndelsen af november og bedst mellem kl. 22 og kl. 02 på nætter efter regnvejr.

## Historie
Den tidligste sikre rapportering af lysene stammer fra 1913. Den 24. september kunne avisen Charlotte Observer fortælle, at en gruppe af lystfiskere havde rapporteret at have set mystiske lys lige over horisonten ved Brown Mountain hver nat i en periode. Dette blev bekræftet af lokale beboere, som havde set lysene i årevis. Lysene var rødlige og med en udtalt cirkelformet facon.  Kort efter blev området studeret af en ansat ved United States Geological Survey, D. D. Stewart , som kunne konstatere at det, vidnerne havde set, var lys fra et tog i det fjerne, og at de bare havde opfattet dem som mystiske. 
Det siges også, at en tysk ingeniør og kartograf, John William Gerard de Brahm, der arbejdede i området allerede i 1771, havde observeret mystiske fænomener, som han imidlertid beskrev som lyde, ikke som lys. Senere forskning har vist, at de Brahms beskrivelse sandsynligvis stammer fra det nordlige South Carolina, ikke fra Brown Mountain.

## Undersøgelser
Rapporterne om mystiske lys i området fortsatte, og  i 1922 indledte United States Geological Survey en formel undersøgelse af sagen. Også denne undersøgelse kom til det resultat, at lysene stammede fra biler, tog, bål eller andre stationære, verdslige lyskilder. Imidlertid fortæller lokale kilder, at i 1916 blev området ramt af massive oversvømmelser, måske forårsaget af et jordskælv som havde epicenter nær Waynesville, knap 120 km sydvest for Brown Mountain. Oversvømmelserne skyllede veje og broer væk, og afbrød al elektrisk strøm i området. Det tog flere uger, før tingene var genetableret, men selv om der ikke var elektrisk lys i byerne, og biler og tog ikke kørte, blev lysene stadig observeret.
Siden er der gennemført adskillige mere eller mindre videnskabelige undersøgelser af lysene, og der er fremsat mange forskellige teorier om, hvad der skaber dem. 

## Beskrivelse
Lysene beskrives som oftest som mangefarvede lyskugler, der enten lyser op fra et bestemt sted på bjerget, eller som bevæger sig enkeltvis eller i en gruppe mellem træerne.  Lysene rapporteres også som "flydende" eller "flyvende" op over, og ved siden af bjergryggen.  Lysene begynder oftest som en rød eller orange glød, der skifter til hvidt lys. Lysenes levetid er ikke lang, fra omkring 1 sekund op til over et minut (især de lys, der stiger op over bjerget), men de fleste lys er kun synlige i 6- 10 sekunder. De fleste lys observeres på lang afstand, men det sker, at mennesker, der færdes på selve bjerget også rapporter dem. De fleste nærkontaktsrapporter fortæller at lyskuglerne er noget større end en basketball, og at de svæver omkring 1 meter over jorden.  Nogle har rapporteret, at når de nærmede sig lysene, forsvandt disse eller bevægede sig væk, mens andre, der påstår at have rørt ved et lys, har fortalt, at de fik et elektrisk stød ved berøringen..

## Overnaturlige forklaringer
I tidens løb er der givet mange mystiske og paranormale forklaringer på lysene. Den ældste myte stammer tilsyneladende fra cherokeserindianere, der fortæller at stammen omkring år 1200 udkæmpede et slag mod den rivaliserende catawbastamme i området omkring Brown Mountain, og at mange krigere på begge sider faldt i slaget. Stammens unge piger gik ud for at lede efter deres elskede, og lysene stammer fra de lygter, som de unge pigers ånder bruger, når de hver nat stadig søger. Interessant ved denne forklaring er, at selv om cherokeserne faktisk har legender om et slag mod catawbaerne på dette tidspunkt, dukkede historierne, der forbandt slaget med lysene først op, da der opstod interesse for lysene efter offentliggørelsen af artiklen i Charlotte Observer.
En anden myte fortæller om en plantagejer, der forsvandt på en jagttur på bjerget. En af hans trofaste slaver tog ud til bjerget for at lede efter ham. Han ledte efter ham nat efter nat, forsynet med en lanterne. Slaven er for længst død, men hans ånd leder stadig efter sin herre, og det er skinnet fra lanternen, man kan se.
Endnu en myte af tilsvarende karakter handler om en kvinde, som forsvandt på bjerget omkring 1850, og alle i lokalområdet mente, at hendes mand havde slået hende ihjel.  Mange fra området tog ud for at lede efter hende, og under en eftersøgning en mørk nat, viste de mystiske lys sig på bjerget. Eftersøgningsholdet mente at det var den døde kvindes ånd, der var kommet tilbage for at hjemsøge sin morder, og for at få dem til at holde op med at lede efter liget. De vendte hjem med uforrettet sag, men mange år senere blev nogle knoglerester fundet under en klint, og de blev identifceret som resterne af den forsvundne kvinde..
Endnu en forklaring hævder, at adskillige mennesker er forsvundet i området omkring Brown Mountain gennem århundreder. Disse forsvindinger har forbindelse til lysene, som skule være forårsaget af landende og lettende UFO'er.  Denne myte fortæller også, at lysene blev undersøgt af Projekt Blue Book, der skulle undersøge om UFO'er var en trussel mod USA's sikkerhed, og de skulle gennemføre videnskabelige undersøgelser af data, relaterede til UFO'er. Selv om de fleste rapporter fra Pojekt Blue Book senere blev offentliggjort, er rapporterne om Brown Mountain stadig klassificerede.

## Naturlige forklaringer
Siden rapporten om lysene fra 1913, har der været gjort adskillige forsøg på at give en videnskabelig (eller i hvert fald naturlig) forklaring på lysene.
Den første var som omtalt forklaringen om, at der skulle være tale om lys fra tog (og senere biler), hvilket skulle forklare de bevægelige lys, samt lys fra huse og andre menneskeskabte lyskilder. Denne forklaring kan imidlertid ikke forklare, at der også blev observeret lys på tidspunkter, hvor der hverken kørte tog eller biler, og kan ikke umiddelbart forklare de lys, der bevæger sig i luften over og ved siden af bjergryggen.
En anden forklaring er, at lysene skulle være genskin af lys, som ligger under horisonten, fx fra stjerner eller mere jordnære lyskilder, som på grund af særlige atmosfæriske og/eller temperaturmæssige forhold i dalen foran bjerget, afbøjes, så det ser ud som om, de faktisk er over bjerget. Det er velkendt at sådanne fænomener forekommer andre steder i verden, der ligner Brown Mountain  i geografisk forstand. 
En forsker i paranormale fænomener fra Asheville, Joshua Warren har undersøgt fænomentet i årevis. På trods af, at det paranormale er hans speciale, mener han at lysene ved Brown Mountain har en naturlig forklaring.
Hans ide er, at fordi bjerget er gennemboret af huller og tunneller, og fordi vand løber gennem disse, opbygges elektriske ladninger, der på et tidspunkt bliver så kraftige, at de udløses og danner lysene.
Andre forslag, der har været fremsat i tidens løb, er at der skulle være tale om sumpgasser, der antændes, men desværre er der ingen sumpe i området, og sumpgas antændes ikke spontant. Gas, der brænder, vil heller ikke bevæge sig omkring under langsom forbrænding, men vil forbrænde meget hurtigt.  Også et forslag om at lysene skulle skyldes stråling fra radiumforekomster i bjerget er bragt frem, men heller ikke dette holder, da stråling fra radium er usynlig.  Desuden består bjerget mest af granit , sandsten og en del  kvarts samt en smule jern. Radium er ikke fundet på bjerget..  
Endnu en teori går ud på, at lysene skyldes plasma, der antændes af piezoelektriske udladninger, som opstår, når den kvarts, der findes i bjerget, påvirkes af tryk fra de forkastninger, som omgiver bjerget. Ved forsøg er det lykkedes at genskabe et tilsvarende fænomen i et laboratorium.  Den eneste større forkastning i området, Brevard forkastningszonen, der går gennem Transylvania County syd for Brown Mountain, har imidlertid ifølge geologer ikke bevæget sig i 185 millioner år, men bevægelser i mindre forkastninger tæt på bjerget, som fx Linville forkastningszonen,  kan muligvis også udløse udladningerne..
Brown Moutain forskeren Dan Caton, der er professor i fysik og astronomi, ved Appalachian State University, foreslår at lysene skyldes kuglelyn, et fænomen, der i sig selv savner 
en god forklaring. Hans gruppe, der består af videnskabsmænd med forskellige specialer, har nu sat kameraer op omkring bjerget, der automatisk optager på alle nætter, hvor det ikke regner eller sner.

## Skeptikere
Den professionelle skeptiker, Brian Dunning, afviser at lysene overhovedet eksisterer, eller rettere han afviser, at de er mystiske, og giver simple forklaringer på dem. De "svævende" lys over og ved siden af bjerget betragter han alle som genspejlinger af lyskilder under horisonten. Lysene på selve bjergsiden forklarer han som lys fra LED lygter, smartphone skærme, pandelamper og så videre. Altså helt simple forklaringer. En anden ofte brugt forklaring er at det er lys fra ulovlige destillerier, som hjemmebrændere anvender om natten på bjerget, men den anfører Dunning dog ikke.
En anden skeptiker er Ed Speer, en geolog, der samarbejder med Dan Caton. Han mener at at 99 % af de rapporterede lys har simple naturlige forklaringer, men at der dog er 1 %, som er uforklarlige. Han er dog overbevist om, at også disse har en naturlig forklaring. Også han foreslår lommelygter og andre lys fra campister på bjerget.
At lysene eksisterer, må antages at være en kendsgerning, men at de er mere sjældne end, hvad der rapporteres, er sandsynligt. Mange af de rapporteringer, der har fundet sted, skyldes tilsyneladende menneskeskabte eller naturskabte lyskilder, men nogle få står tilbage som indtil videre uforklarlige.

## I populær kulturen
Lysene har givet inspiration til bluegrass sangen "Brown Mountain Lights" skrevet af Scotty Wiseman, og indspillet af flere forskellige kunstnere, blandt andre Kingston Trioen, Roy Orbison,  Tommy Faile og Tony Rice. Denne sang er baseret på legenden om slaven der søger efter sin herre.
En episode af X-files, "Field Trip" handlede om en gruppe vandrere, som blev fundet døde nær Brown Mountain.  
Science Fiction gyseren Alien Abduction fra 2014 er bygget over myterne om at UFO'er bortfører mennesker ved Brown Mountain.
Herudover har der været lavet flere forskellige dokumentarprogrammer om lysene, og der findes en Facebook side om disse.